# 吉玉铁路
吉玉铁路指的是湖南湘西州吉首市和贵州铜仁市玉屏县之间的铁路，是《中长期铁路网规划》区域连接线的一部分，其中铜仁至玉屏铁路（吉玉铁路铜玉段，原称铜玉城际铁路）已于2018年12月26日开通。
吉玉铁路铜玉段于2013年12月开工建设，2018年9月11日启动联调联试，同年12月26日开通正式开通。吉玉铁路铜玉段全长47.7公里，桥隧比达73.8%，线路自沪昆高铁大宗坪线路所引出，新设朱砂古镇站，最后接入渝怀铁路铜仁站。开通初期每天开行铜仁至贵阳北共2.5对动车组列车，铜仁至贵阳最快只需1小时40分。2019年1月5日全国铁路调图后，每天将开行铜仁至贵阳北动车组列车日常线4.5对、高峰线2对，铜仁至广州南动车组列车日常线1对。
2020年4月10日起，本段线路加开铜仁至长沙的高速动车组.